# Apaseo el Grande
Apaseo el Grande är en ort i Mexiko.   Den ligger i kommunen Apaseo el Grande och delstaten Guanajuato, i den centrala delen av landet, 200 km nordväst om huvudstaden Mexico City. Apaseo el Grande ligger 1 774 meter över havet och antalet invånare är 22 636.
Terrängen runt Apaseo el Grande är huvudsakligen platt, men norrut är den kuperad. Runt Apaseo el Grande är det ganska tätbefolkat, med 207 invånare per kvadratkilometer. Närmaste större samhälle är Celaya, 13,8 km väster om Apaseo el Grande. Trakten runt Apaseo el Grande består till största delen av jordbruksmark.